# Bas Bakker
Bas Bakker (Nijmegen, 20 september 1985) is een Nederlands voetballer die als verdediger speelt.
In het seizoen 2006-2007 stond hij onder contract bij de voetbalclub N.E.C. uit Nijmegen. Hij doorliep de gehele NEC-jeugdopleiding. In het seizoen 2004/2005 werd hij aan de selectie van Jong NEC toegevoegd alwaar hij aanvoerder/centrale verdediger was, en in dat seizoen zat hij meerdere malen bij de hoofdmacht van NEC op de bank. Hij speelde 2 officiële wedstrijden in het eerste elftal, als invaller in de uitwedstrijd tegen sc Heerenveen in het seizoen 2004/2005 en in de play-offs als invaller in de uitwedstrijd tegen Heracles in het seizoen 2005-2006. Bakker tekende eind april 2006 een contract tot het einde van het seizoen 2007.
Vanaf 29 januari 2007 is Bakker tot het eind van het seizoen 2006/2007 verhuurd geweest aan de Go Ahead Eagles te Deventer, uitkomende in de Jupiler League. Daarin speelde hij twee keer mee als invaller in de hoofdmacht, thuis tegen FC Den Bosch en uit tegen FC Eindhoven.
Met ingang van het seizoen 2007/2008 speelt Bakker bij De Treffers te Groesbeek in de Hoofdklasse C (zondagamateurs). Hij speelt met rugnummer 4 op zijn favoriete positie van centrale verdediger en groeide uit tot een vaste waarde in het elftal, zowel verdedigend als opbouwend. Op 18 september 2008 scoorde Bakker zijn eerste doelpunt (vanuit een strafschop) voor De Treffers, tegen plaatsgenoot en concurrent uit Groesbeek, Achilles '29.
In het seizoen 2009/2010 is Bakker met De Treffers kampioen van de Hoofdklasse C van de zondagamateurs geworden, alsmede gepromoveerd naar de nieuw in te voeren Topklasse. In dit seizoen heeft hij in de competitie vier keer gescoord vanuit een strafschop, waaronder het eerste doelpunt in de kampioenswedstrijd, uit bij Rohda Raalte.
Vanaf het seizoen 2015/2016 kwam Bakker uit voor derdeklasser DIO '30 uit Druten waar hij in 2017 stopte. Toch zou hij in het seizoen 2017/18 nog geregeld meedoen bij DIO. In 2018 ging hij naar RODA '28.